# Campionati italiani di winter triathlon del 2002
I Campionati italiani di winter triathlon del 2002 (IV edizione) sono stati organizzati dalla Federazione Italiana Triathlon e si sono tenuti a Recoaro Terme in Veneto, in data 3 febbraio 2002.
Tra gli uomini ha vinto Alessandro Degasperi (Dolomitica), mentre la gara femminile è andata per la seconda volta consecutiva a Martina Dogana (Tri. Rari Nantes Marostica).

## Risultati

### Élite uomini
| Pos. | Atleta                | Società sportiva           | Corsa   | Bici    | Sci di fondo | Totale  |
| ---- | --------------------- | -------------------------- | ------- | ------- | ------------ | ------- |
|      | Alessandro Degasperi  | Dolomitica                 | 0:24:53 | 0:38:58 | 0:24:52      | 1:28:43 |
|      | Oswald Weisenhorn     | Malles Triathlon           | 0:25:40 | 0:38:59 | 0:25:21      | 1:30:00 |
|      | Anton Steiner         | Malles Triathlon           | 0:26:16 | 0:39:35 | 0:25:16      | 1:31:07 |
| 4    | Luca Bonazzi          | Triathlon Bergamo          | 0:25:37 | 0:40:43 | 0:25:27      | 1:31:47 |
| 5    | Walter Polla          | Triathlon Alto Adige       | 0:26:12 | 0:41:07 | 0:24:52      | 1:32:11 |
| 6    | Daniel Antonioli      | Forze Armate Triathlon     | 0:25:33 | 0:40:38 | 0:27:14      | 1:33:25 |
| 7    | Marco Bethaz          | Valle d'Aosta              | 0:25:06 | 0:42:59 | 0:26:00      | 1:34:05 |
| 8    | Ennio De Bona         | Martes Team                | 0:25:38 | 0:43:19 | 0:27:07      | 1:36:04 |
| 9    | Michele Loss Frizzera | CUS Trento CTT             | 0:26:33 | 0:45:02 | 0:25:18      | 1:36:53 |
| 10   | Bernhard Capitani     | Malles Triathlon           | 0:27:53 | 0:45:16 | 0:25:32      | 1:38:41 |
| 11   | Paolo Manara          | Dolomitica                 | 0:27:06 | 0:44:15 | 0:27:22      | 1:38:43 |
| 12   | Giuseppe Lamastra     | DDS                        | 0:28:25 | 0:45:12 | 0:27:46      | 1:41:23 |
| 13   | Franco Manzardo       | Tri. Rari Nantes Marostica | 0:26:53 | 0:46:04 | 0:30:39      | 1:43:36 |
| 14   | Gunther Sogmeister    | Malles Triathlon           | 0:29:41 | 0:46:24 | 0:28:38      | 1:44:43 |
| 15   | Emanuele Marchi       | Bardolino                  | 0:27:02 | 0:44:52 | 0:33:35      | 1:45:29 |
| 16   | Walter Bonazzi        | Triathlon Bergamo          | 0:29:17 | 0:48:08 | 0:29:00      | 1:46:25 |
| 17   | Luca Nascimbeni       | Triathlon Alto Adige       | 0:28:02 | 0:44:42 | 0:34:06      | 1:46:50 |
| 18   | Guido Ricca           | Triclub Cremona            | 0:28:20 | 0:48:44 | 0:30:12      | 1:47:16 |
| 19   | Mauro Miorelli        | Garda Trentino             | 0:28:44 | 0:45:59 | 0:33:22      | 1:48:05 |
| 20   | Marco Fruner          | CUS Trento CTT             | 0:29:44 | 0:48:03 | 0:31:45      | 1:49:32 |

### Élite donne
| Pos. | Atleta               | Società sportiva           | Corsa   | Bici    | Sci di fondo | Totale  |
| ---- | -------------------- | -------------------------- | ------- | ------- | ------------ | ------- |
|      | Martina Dogana       | Tri. Rari Nantes Marostica | 0:30:37 | 0:53:53 | 0:32:12      | 1:56:42 |
|      | Paola Giacomelli     | Bardolino                  | 0:33:20 | 0:54:35 | 0:33:16      | 2:01:11 |
|      | Stefania Bonazzi     | Ferrara Triathlon Club     | 0:31:26 | 0:54:16 | 0:40:27      | 2:06:09 |
| 4    | Silvia Alber         | Malles Triathlon           | 0:32:59 | 0:55:20 | 0:38:18      | 2:06:37 |
| 5    | Silvia Giovanna      | Vco Triathlon              | 0:35:36 | 0:58:33 | 0:32:39      | 2:06:48 |
| 6    | Cristina Cominardi   | Uisp Ntd Brescia           | 0:33:04 | 0:55:13 | 0:39:22      | 2:07:39 |
| 7    | Giulia Botti         | Galileo Triathlon          | 0:31:01 | 0:53:37 | 0:44:39      | 2:09:17 |
| 8    | M.Vittoria Fontanesi | Galileo Triathlon          | 0:33:14 | 1:00:38 | 0:39:35      | 2:13:27 |
| 9    | Luisa Casagrande     | Freetime Triathlon         | 0:35:27 | 0:57:03 | 0:41:42      | 2:14:12 |
| 10   | Virna Stavla         | Padova Triathlon           | 0:36:30 | 1:08:41 | 0:43:44      | 2:28:55 |
| 11   | Patrizia Bacco       | Serenissima                | 0:40:07 | 1:14:43 | 0:49:29      | 2:44:19 |
| 12   | Luisella Iabichella  | Road Runners Club Milano   | 0:40:23 | 1:15:44 | 0:52:32      | 2:48:39 |